# Archivo Fotográfico de Barcelona

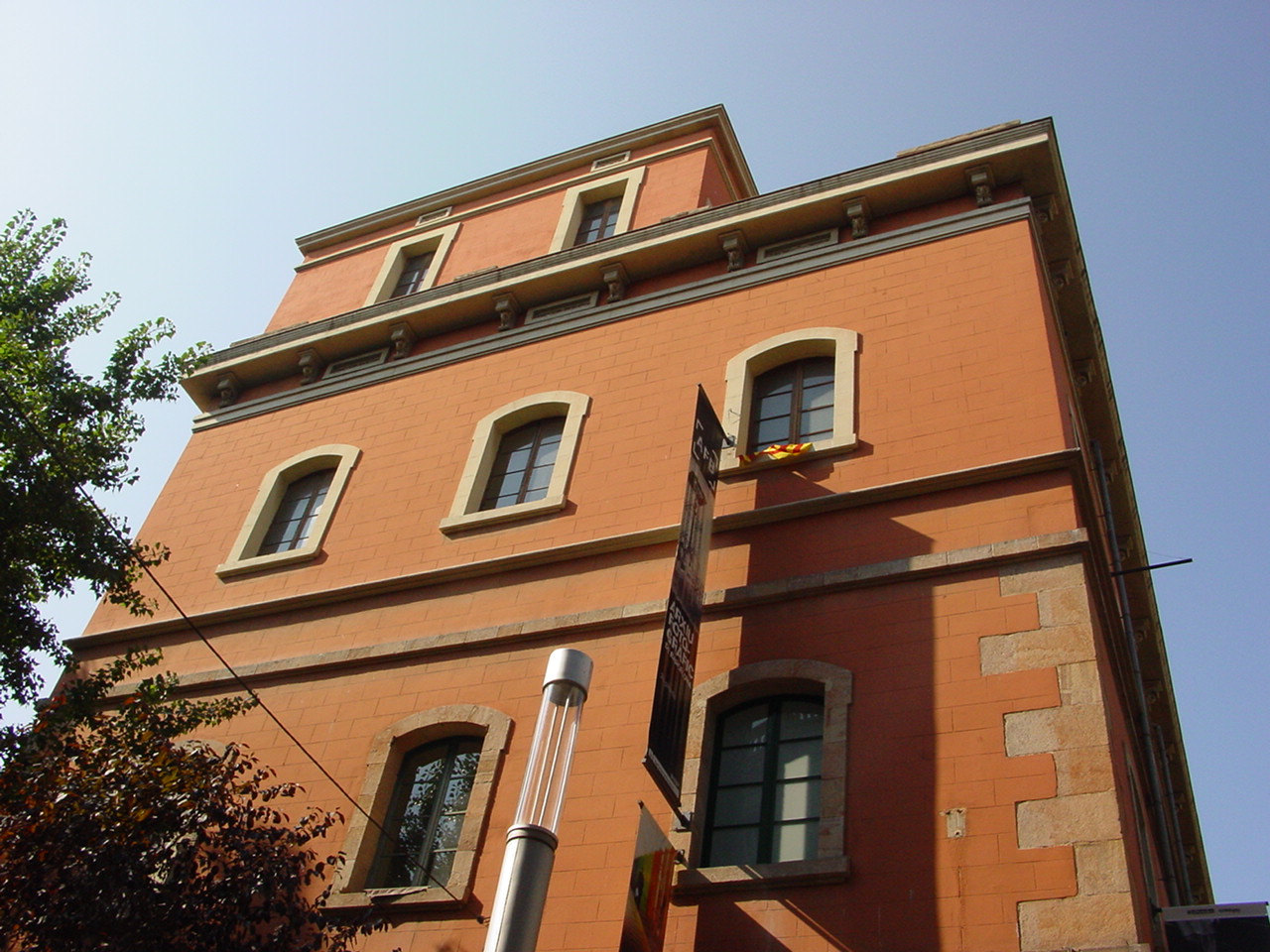
Fachada del espacio del archivo.

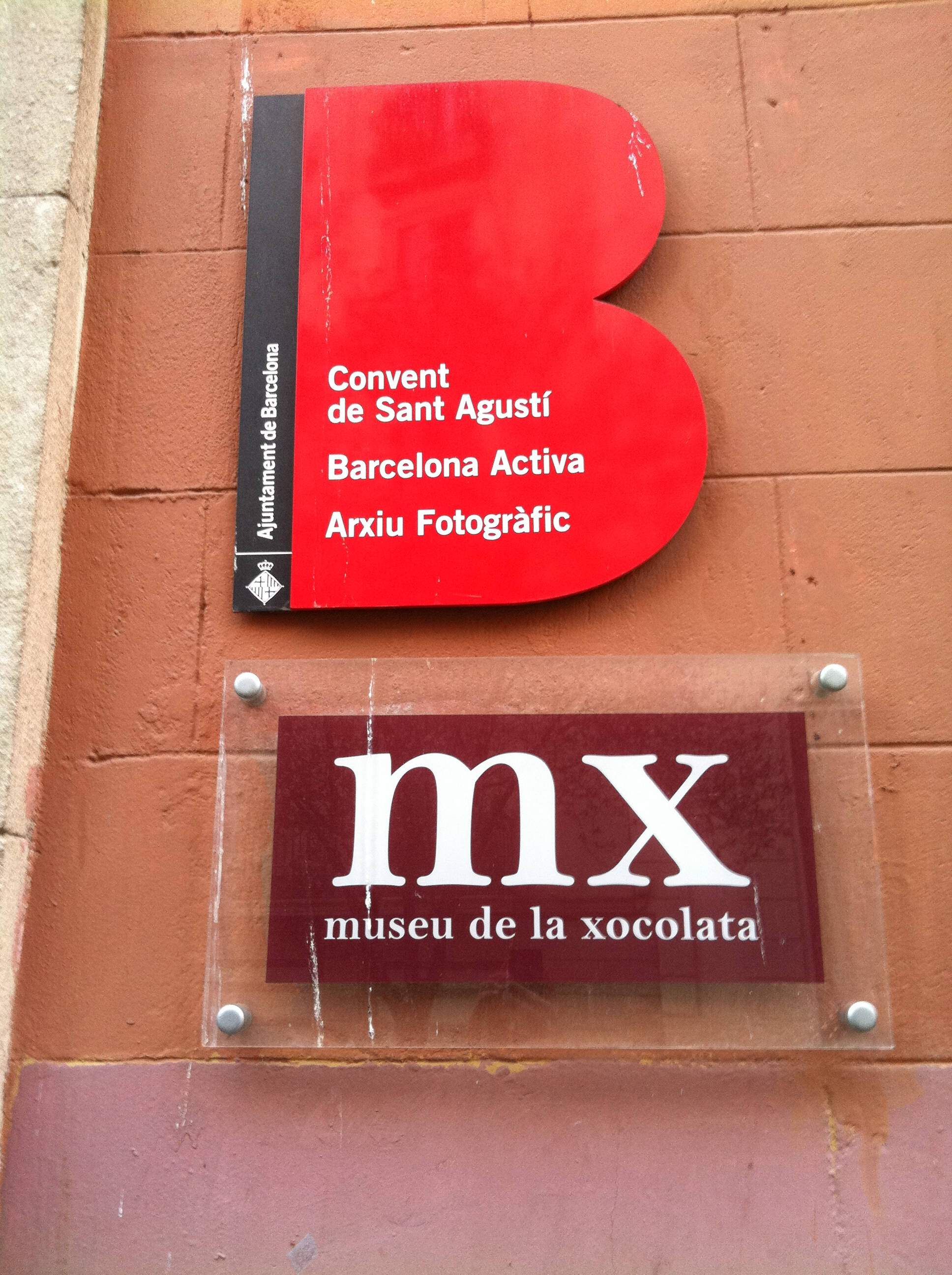
Placa indicativa.

El Archivo Fotográfico de Barcelona (AFB) es el archivo dedicado a la recogida, conservación, organización y difusión de los fondos fotográficos de carácter histórico generados por el Ayuntamiento de Barcelona como consecuencia de su actividad. También acoge aquellos fondos y colecciones fotográficas, de carácter no municipal, que sean de interés para la historia de la ciudad, así como para la historia de la fotografía. Es uno de los centros que actualmente configuran el Archivo Municipal de Barcelona, junto con el Archivo Municipal Contemporáneo, el Archivo Histórico de la Ciudad de Barcelona y los diez Archivos municipales de Distrito.

## Historia
El Archivo Fotográfico de Barcelona (AFB) tiene sus orígenes en 1916, cuando la Comisión de Cultura Municipal proyectó y encargó al concejal del Ayuntamiento de Barcelona, Jaume Bofill, y al jefe de la Sección de Gobernación, Ignacio de Janer, la reorganización del Archivo Municipal y sus publicaciones. Con este objetivo en 1917, la Comisión de Cultura creó la Oficina Municipal de Investigaciones Históricas que planificó una reforma del Archivo Municipal donde propuso, entre otras cuestiones, la separación de los fondos documentales en históricos y administrativos y la instalación del Archivo Histórico en un edificio propio.
En 1919, el Ayuntamiento compró y reformó la Casa del Arcediano y en 1921 inició el traslado de los fondos históricos desde la última planta de la Casa de la Ciudad a la Casa del Arcediano, nueva sede del Archivo Histórico. El proceso culminó en 1922 cuando el presidente de la Comisión de Cultura, Lluís Nicolau de Olwer, inauguró las nuevas instalaciones del Archivo Histórico bajo la dirección de Agustí Duran i Sanpere.
Entre 1917 y 1918, Agustí Duran y Sanpere, futuro director del Archivo, dibujó un plan de organización del centro donde incluyó una Sección Gráfica destinada a custodiar dos tipos de documentos: por un lado, dibujos y planos y, por otro, lo que denominó «repertorio de reproducciones fotográficas de objetos de la ciudad con valor histórico». Este será, pues, el origen de la sección de fondos fotográficos. En esta primera fase, la futura Sección Gráfica se iba enriqueciendo mediante aportaciones de fondos no municipales y privados, encargos realizados a fotógrafos y transferencias municipales. En esta etapa inicial se producen interesantes donaciones, como la colección del industrial y mecenas de las artes Agustí Massana, el fondo del diplomático y escritor Eduardo Toda, el fondo de retratos del escritor Pompeu Gener o el fondo de negativos, postales y copias sobre papel del editor Ángel Toldrà Viazo. También en esta época se producen encargos a fotógrafos reconocidos, como Jaume Ribera Llopis, Adolf Mas (Estudio Mas) o Cuyàs, así como algún traslado de fotografías desde el departamento de Mayordomia del Ayuntamiento.
Entre 1923 y 1930, la Sección continuaba incrementando su repertorio de reproducciones fotográficas. Así, el AHCB fue el encargado de montar las instalaciones relativas a la historia de la ciudad en el pabellón Ciudad de Barcelona de la Exposición Internacional de 1929. Este hecho provocó que se intensificaran las adquisiciones de documentos, entre los que había fotografías. Además, la urbanización de la montaña de Montjuic, con motivo de la celebración de la Exposición Internacional, generó un seguimiento fotográfico bastante exhaustivo de los cambios urbanísticos que, años más tarde, se incorporó a la Sección Gráfica del Archivo y le dio un importante impulso.

### Creación
En 1931 aconteció un hecho que supuso un punto de inflexión muy importante para los fondos fotográficos: Se inició una "crónica gráfica"  de la ciudad formada por las fotografías que se producían espontáneamente, unas originadas por la información periodística, otras reproducían hechos representativos del momento y además la producción fotográfica del Archivo en todos aquellos casos que quedaban desatendidos. Con este objetivo, el Archivo llegó a acuerdos favorables con fotoperiodistas que contribuyeron a dar forma y prestigio a los fondos fotográficos del AHCB. También el Archivo encargó tiradas fotográficas, principalmente a Carlos Pérez de Rozas y Josep Domínguez, y compró más de 4.000 fotografías, entre negativos y positivos, al fotógrafo Josep Maria Sagarra. Consiguientemente, el volumen de documentos fotográficos se incrementó notablemente.
En 1932 se habían recogido más de 3500 copias fotográficas y más de 5000 negativos, lo que impulsó la necesidad de organizar esta documentación para ponerla al alcance del público. Nació así, en 1931, con un lugar propio en la última planta de la Casa del Arcediano, la sección de fotografías del AHCB. Aunque tenía una función autónoma, formaba parte de la Sección de Gráficos y quedaba formada por el inventario fotográfico del patrimonio histórico y artístico de la ciudad y la crónica gráfica de Cataluña. Apenas creada esa sección, llegó al Archivo el conjunto de negativos fotográficos producidos por el Servicio de la Exposición Internacional de Barcelona (1929) y un año más tarde, en 1933, ingresaron los positivos correspondientes, en total, unas 13000 fotografías debidamente ordenadas en 80 álbumes.
A este considerable volumen, hay que sumar las adquisiciones de fondos patrimoniales, como por ejemplo el magnífico fondo que la Editorial López utilizaba para ilustrar sus publicaciones, las fotografías de paisaje y retratos del fondo personal del literato Antoni Bulbena i Tussell, un conjunto de fotografías de la Barcelona ochocentista donado por Joan Roura o la compra del fondo de imágenes que el fotógrafo Amadeu Mariné hizo sobre la escena teatral catalana del comienzo de siglo XX. La sección fotográfica continúo con los encargos a fotógrafos para ir completando el inventario fotográfico del patrimonio histórico y artístico de la ciudad y la crónica gráfica de Cataluña. Por tanto, Josep Gudiol, Carlos Pérez de Rozas, Joan Estorch y Francesc Serra continuaron aportando sus fotografías.

### Guerra Civil
Con la Sección organizada y a pleno ritmo, estalló la Guerra Civil que influyó en la actividad normal de la AHCB y como dijo Duran y Sanpere, “lo llevó al campo de la beneficencia archivística”.
En 1938 la "Sección de Fotografías" se trasladó al sótano de la plaza Nueva. Aunque la guerra retrasó el curso normal del AHCB, entre 1936 y 1937 continuó aumentando sus fondos con fotografías encargadas a Joan Estorch, Josep Gudiol y Carlos Pérez de Rozas, y de importantes donaciones, como el conjunto de fotografías de carácter religioso de la familia de Alòs y Dou, o el fondo de negativos sobre la tarea educativa del Colegio de la Compañía de Jesús o los retratos de personajes del mundo del teatro y la música que el crítico y escritor Rafael Moragas donó en 1937 antes de exiliarse a Francia.

### De 1940 a 1987
Acabada la contienda, la Sección vuelve a la Casa del Arcediano y continuaron las aportaciones de los fotógrafos Pérez de Rozas y de Pere Estorch, a los que en 1941 se añadió Juan Ramírez que empezó a prestar servicio como fotógrafo del Archivo. En el periodo posterior al conflicto bélico aumentaron considerablemente los ingresos. Muchos particulares cedieron sus fondos. Es el caso del fondo fotográfico sobre el Archidiócesis de Barcelona donado por el archivero de la Catedral de Barcelona, el padre Josep Mas y Domènech; las colecciones de fotografías de temática religiosa de Josep Roig y Puñed y del empresario Joan Serra y Graupera; o el fondo de retratos de la escena catalana de la Nueva Empresa del Teatro Catalán, realizados por Pau Audouard y donados por Adrià Gual. En 1939 el fotógrafo municipal Carlos Pérez de Rozas entregó su fondo de negativos sobre la guerra civil”.  También se produjo la donación del fondo personal del escritor, dibujante y músico catalán Apel·les Mestres, formado por más de 4000 fotografías de los siglos XIX y XX.
A partir de 1940, el director del Archivo, que compatibilizaba sus tareas de archivero con las de historiador del arte, arqueólogo, etnógrafo y otras, desarrolló bastante actividad con una diversidad de actuaciones (excavaciones, publicaciones, gestión de museos, etc.) que repercutió en la Sección de Fotografías y provocó un aumento en los trabajos fotográficos, así como una diversificación de los fotógrafos que trabajaron para el Archivo. Al mismo tiempo, aportaron fotografías Pere Estorch (que hizo un seguimiento exhaustivo de las excavaciones de la ciudad), Carlos Pérez de Rozas, Manuel Cuyàs, Juan Ramírez, Claudi Gómez Grau (acompañó al etnógrafo Ramon Violant i Simorra en un viaje por los Pirineos con motivo de la creación del MAITP), Francesc Serra, Joan Vidal Ventosa, el Archivo Mas, Ramon Calvet, Hermenegild Vallvé, Leopoldo Plasencia o Francisco Fazio (estos últimos más dedicados a las publicaciones del Archivo).
Por otro lado, no se obviaron las adquisiciones de aquellos fondos que se ofrecían al Archivo. Por ejemplo: la compra del fondo del fotoperiodista Federico Ballell; el conjunto de retratos del siglo XIX de Joan Costa y Simón; la compra de más de 4000 placas de vidrio que quedaban en casa del fotógrafo Josep Domínguez (fallecido en 1942), la donación de fotografías y álbumes de Gerona en el siglo XIX realizadas por el arqueólogo Josep Gibert; el fondo de postales y fotografías del siglo XIX del coleccionista e industrial Rossend Partagàs; el grupo de retratos de actores del siglo XIX realizado por Esplugas y donados por el dibujante y coleccionista Joaquim Renart; o las compras de fotografías a Joan Gaspar, Josep Colomines o Adolf Zerkowitz. El aumento y la diversidad de fotografías de la sección contribuyó muy favorablemente a enriquecer el repertorio de ilustraciones para las publicaciones que se hacían en Cataluña, puesto que hasta aquel momento los editores no podían acceder a las fotografías que ahora se conservaban al Archivo.
El 1957 se jubiló el director del AHCB, Agustí Duran y Sanpere, quién fue sustituido, hasta el año 1981 por el historiador Pere Cerques. Dentro de esta etapa la Sección de Fotografías dejó de formar parte del Archivo Gráfico y pasó a ser una sección del AHCB. Superada la transición, durante los años ochenta, se van sucediendo varios directores del AHCB y en 1987 Carmen Sobrevila y Masvidal cogió el relevo de Carme Ríes al frente de la Sección de Fotografías.
Pere Cerques continuó la política de aumento de fondos de su predecesor. De ese modo se adquirieron fotografías de los años cincuenta de personajes del mundo del espectáculo y la sociedad del Club Martini, fotografías aéreas de la empresa TAF (Trabajos Aéreos y Fotogramétricos), el fondo personal del industrial y coleccionista Lluís Plandiura formado por fotografías relativas a la Exposición Internacional de Barcelona, también el conjunto de imágenes de la actividad diaria de la Escuela Industrial donado por Manuel Robert, o las fotografías de aeronaves del capitán Ibars. Puede destacarse la donación del fondo de la dibujante Lola Anglada formado por más de 6000 fotografías del siglo XIX y XX.
En 1981 Pere Cerques deja el cargo y durante los años ochenta es sustituido, sucesivamente, por varios directores: Jaume Sobrequés (1981-1984), Montserrat Condomines (1984-1985), Sebastià Riera (1986-1987) y Anna Maria Adroer (1988-1989). Todo ellos continuaron la tarea de recogida y difusión de los fondos fotográficos llevada a cabo hasta entonces. En 1984 se firmó un convenio de cesión en depósito al Museo del Fútbol Club Barcelona de cuatro álbumes originales del homenaje a Joan Gamper.

### 1988-1993
En 1988 se produjo un punto de inflexión en la Sección de Fotografías. El historiador y archivero gerundense, Ramon Alberch y Fugueras, redactó el Proyecto de ordenación de archivos, con el objetivo de organizar, en el sentido más amplio del término, los archivos del Ayuntamiento de Barcelona. El proyecto incorporó, por primera vez, el concepto de la fotografía como documento de archivo y realizaba una mención especial a la necesidad de un tratamiento peculiar para las fotografías, tanto en el campo archivístico como en el de la conservación.
En 1991, siendo director Manuel Rovira y archivero-jefe del Ayuntamiento de Barcelona Ramon Alberch, y en el marco de aplicación del Proyecto de ordenación de archivos redactado el 1988, se iniciaron las obras de remodelación de la AHCB, motivo por el cual la Sección de Fotografías se tuvo que trasladar a Sala Barcelona de la Casa del Arcediano, y el material fotográfico, al depósito ubicado en un contenedor acondicionado y adosado a una fachada de este mismo edificio. Justo es decir que, durante el periodo de obras, la Sección no cerró nunca la consulta pública. A partir de la segunda mitad de los años ochenta y los primeros años noventa, se incorporaron a la consulta pública muchas fotografías que hasta entonces habían estado en los depósitos.
En 1993, en el mismo marco de aplicación del Proyecto de ordenación de archivos, después de un estudio más detallado sobre los fondos fotográficos gestionados en los diferentes archivos y oficinas municipales y de acuerdo con el director del área de Cultura del Ayuntamiento de Barcelona, Ferran Mascarell, se decidió unificar los archivos fotográficos más significativos con el fin de crear un único centro dedicado a la fotografía para garantizar la mejor conservación y organización de estos documentos. De este modo se produjo la adicción a la Sección de Fotografías de la AHCB de dos archivos ya organizados: el Archivo Fotográfico de Museos (AFM) en septiembre de 1993 y el archivo de la Oficina Técnica de Imagen (OTI) en febrero de 1994. Paralelamente se incorporaron los fondos de Barcelona Holding Olímpico, SA (HOLSA) en enero de 1994.

### Años 90
En octubre de 1993, durante la reforma de la Casa del Arcediano, el Archivo Fotográfico se trasladó a la segunda planta del Convento de Sant Agustí Vell. En enero de 1994 se incorporaron los fondos de HOLSA y el mes siguiente llega el archivo del OTI. Inicialmente se trata de un espacio provisional, puesto que la Sección se tiene que ubicar en el Convento de Àngels, pero finalmente este proyecto no tuvo éxito y el AFB se quedó, provisionalmente, en el Convento de San Agustín. El espacio era pequeño y tenía muchas carencias, pero por primera vez se disponía de un depósito con control climático y de un laboratorio fotográfico propio. En este momento, el jefe de la Sección pasó a ser Rafel Torrella y Reñé. En este proceso de unificación, no solamente se anexionaron e incorporaron los fondos fotográficos, sino que también lo hicieron los técnicos que trabajaban y los servicios que se ofrecían. Se inició, así, un largo y complejo periodo de cambio e integración con el objetivo de conseguir homogeneizar y actualizar la organización archivística y potenciar la conservación de los fondos.
En el periodo inicial de integración, 1994-1996, se intentó aplicar una nueva clasificación temática a los fondos, se estableció la codificación de las fotografías para su archivo, se abrió un nuevo sistema de registro de las fotografías, se migró la información de BASES, procedente de la OTI, al nuevo sistema de gestión documental BRS/SEARCH, se amplió el Manual de descripción BIMA de la OTI y se elaboraron diferentes listados para acceder a la documentación. En cuanto al aumento de fondos, destaca un reportaje en el marco del proyecto de solidaridad del Ayuntamiento de Barcelona con Sarajevo realizado por el fotógrafo del AF Jordi Calafell. También en 1994 y fruto del trabajo de varios años, se publicó la Guía del Archivo Histórico de la Ciutat con el correspondiente apartado dedicado al Archivo Fotográfico. En 1999 se inician las gestiones para lograr una infraestructura adecuada que permita desarrollar correctamente las funciones del Archivo. En 2002, Xavier Tarraubella sustituyó Manuel Rovira en la dirección de la AHCB. Este proceso llegó a su zenit en 2005 con el proyecto y ejecución de las obras de reforma y ampliación del Archivo Fotográfico.
En cuanto al ingreso de fondos, se enriquecieron con reportajes de la ciudad realizados por los fotógrafos del Archivo Jordi Calafell y Ramon Muro; con transferencias extraordinarias de algunos sectores del Ayuntamiento de Barcelona, como por ejemplo 13000 negativos hechos por Joaquim Domíngue, desde Relaciones Públicas y Protocolo; negativos de vidrio de gran formato del Plan de la Ciudad, tiradas de las obras de seguimiento de la reforma de la Vía Layetana del Museo de Historia o 13000 fotografías de la ciudad hechas por Jaume Ribera, del Sector de Urbanismo. Asimismo, se realizó alguna adquisición, como la compra de casi mil fotografías del fotógrafo amateur Joan Tous, la donación del fondo personal del cónsul de España en Ciudad del Cabo durante la Segunda República Española, Juan Lapuente, o la compra de buena parte del fondo de la fotógrafa Colita.

### SigloXXI
En 2004, después de un estudio de mercado, se puso en marcha un proyecto de comercialización de reproducciones fotográficas para usos comerciales a través de Internet. Este proyecto permite ofrecer un buen servicio de acceso a la información y a la documentación al ciudadano, así como disponer de un medio de venta de las fotografías más rentable y más extendido. También se regularizó la compra de libros especializados en fotografía y se abrió al público la biblioteca auxiliar. En cuanto a la divulgación de los fondos, hay que destacar la participación de la AFB a varias exposiciones en el certamen de la Primavera Fotográfica de Cataluña. Paralelamente, se inició la colección de libros Memoria fotográfica con dos volúmenes que recogen las tres primeras exposiciones.
A partir de este momento hasta la actualidad se ha incidido especialmente en el tratamiento del archivo y en su conservación y difusión. El eje vertebrador y el trabajo principal de este plan ha sido la elaboración de la Guía-Inventario de los fondos y colecciones del Archivo Fotográfico del AHCB (2007). En 2009 se constituyó como centro patrimonial dentro del Sistema Municipal de Archivos, dejando de depender del Archivo Histórico de la Ciudad, bajo la dirección del archivero Jordi Serchs, mientras el volumen del fondo se acerca a los tres millones de fotografías.

## Edificio
Históricamente la sede del Archivo Fotográfico de Barcelona (AFB) fue la Casa del Arcediano, pero, desde el año 1993 se trasladó a la segunda planta del antiguo Convento de San Agustín, que fue también cuartel militar y posteriormente fue habilitado en un tercio por la biblioteca del Museo Nacional de Arte de Cataluña. En 1999 se iniciaron las gestiones para lograr una infraestructura adecuada que permitiese desarrollar correctamente las funciones del archivo y en 2005 se hizo una reforma de ampliación de las instalaciones del archivo que dio lugar a la actual sede del Archivo Fotográfico de Barcelona (AFB). 
La nueva sede del Archivo Fotográfico, con una superficie de 1589 m², dispone de espacios acondicionados y debidamente equipados para realizar las funciones del Archivo: vestíbulo, sala de exposiciones, sala de consulta, sala de trabajo de fondos fotográficos, sala de reuniones, despachos para el personal, laboratorio de conservación, laboratorio de reproducción, laboratorio fotográfico, almacén y siete depósitos para la conservación de las fotografías.

### Depósitos

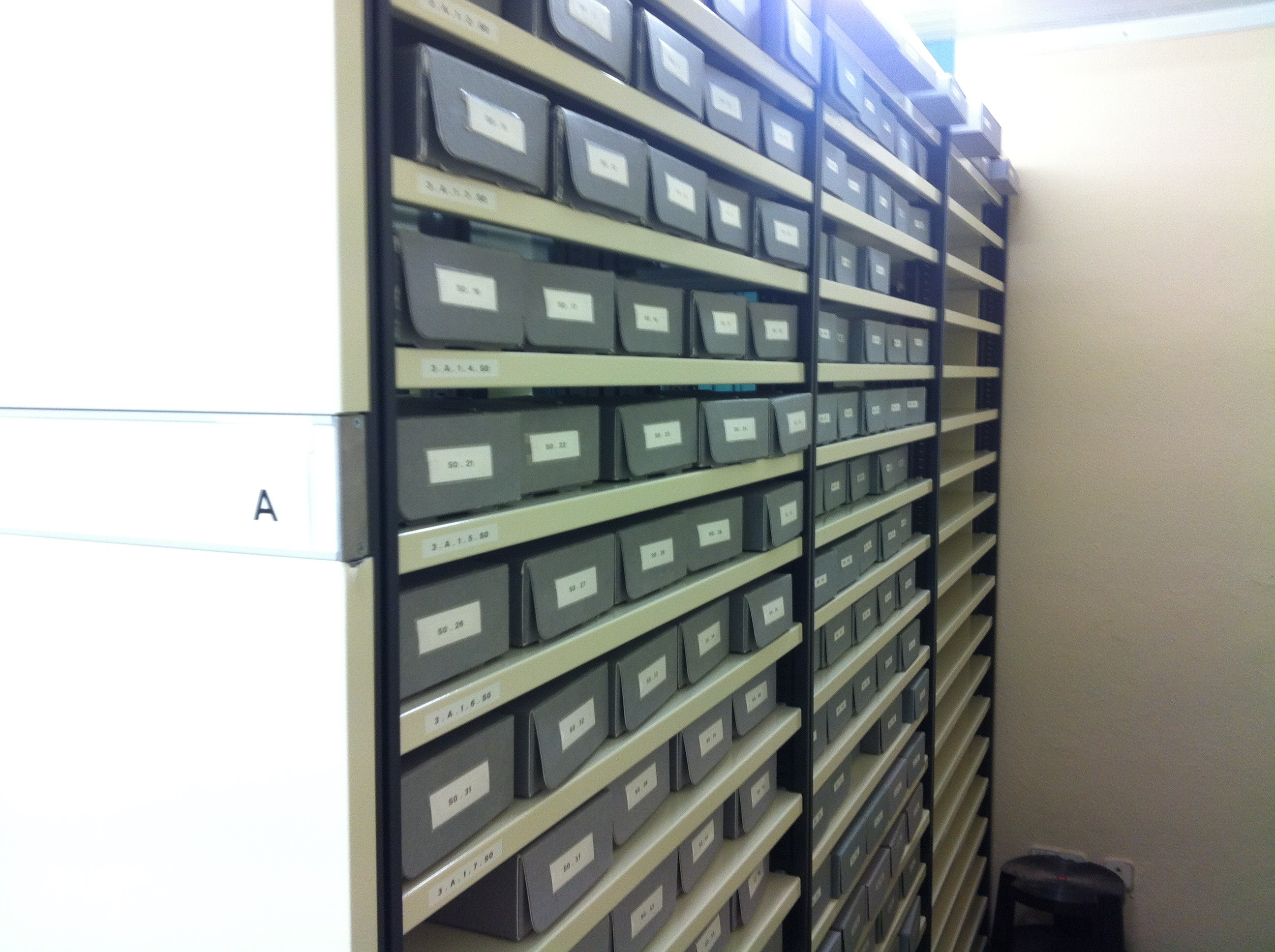
Depósitos del Archivo Fotográfico de Barcelona

En cuanto a los depósitos, en total hay siete espacios, dos depósitos de prearchivo y cinco de archivo definitivo. Los depósitos de prearchivo, con una superficie de 118 m², disponen del mobiliario adecuado y de control de la humedad y la temperatura. Los depósitos de archivo definitivo ocupan una superficie de 170 m² y están distribuidos de la manera siguiente: un depósito para positivos sobre papel, dos depósitos para negativos de vidrio y poliéster, un depósito para negativos de nitrato, acetato y material en color y un depósito para grandes formatos. Todos ellos están equipados con el mobiliario específico para la mejor conservación de cada tipo de fotografía y de climatización e instalaciones de seguridad. La temperatura está estabilizada en unos 20 °C y la humedad relativa en un 40%, salvo en el depósito de nitratos, acetatos y color, donde la temperatura se mantiene a 7 °C y la humedad relativa entre el 40 y 50%. Los aparatos que renuevan el aire disponen de filtros de seguridad y todos el depósitos tienen doble capa de seguridad y aislamiento, así como instalaciones de detección y extinción de incendios por gas FE/13.

### Sala de consulta y de exposiciones
La sala de consulta dispone de una zona para la consulta de copias digitales por pantalla y otra para la consulta de los documentos originales. La sala de exposiciones es un espacio sencillo y polivalente, de 178 m², equipado con plafones móviles y con la iluminación adecuada para exhibir fotografías. Esta sala permite difundir de forma apacible y atractiva el patrimonio fotográfico del Archivo.

## Fondos y colecciones
El Archivo Fotográfico de Barcelona conserva más de dos millones ochocientas mil fotografías de todas las tipologías, apoyos, formados, procedimientos, contenidos y autorías, desde 1844 hasta la actualidad. Fotógrafos profesionales y amateurs, editoriales, personalidades de la sociedad barcelonesa, instituciones, familias, ciudadanos y el mismo Ayuntamiento, han nutrido a lo largo de los años este archivo.
Se encuentran tipologías muy diversas que van desde daguerreotipos, ambrotipos o ferrotipos a positivos sobre película pasando por autocromos o papeles a la albúmina.
La temática de las fotografías es, esencialmente, la ciudad de Barcelona, aunque destacan algunos bloques temáticos de gran volumen que corresponden a acontecimientos como por ejemplo la Exposición Universal de Barcelona (1888), la reforma de la Vía Layetana de 1909, la Exposición Internacional de Barcelona de 1929 o los Juegos Olímpicos de 1992. También conserva imágenes de pueblos de Cataluña, de ciudades de España y otros países.
En cuanto a la autoría de las fotografías, la variedad y la notoriedad de los fotógrafos es muy destacada. Hay fotografías de autores ligados a la ciudad de Barcelona desde los inicios de la fotografía hasta la actualidad: Fotógrafos Napoleon, Antonio Esplugas Puig, Pablo Audouard, Joan Martí, Frederic Ballell, Josep Badosa Montmany, Josep Postius, Carlos Pérez de Rozas, Colita, Eduard Olivella, Eugeni Forcano, Jacques Léonard y un largo etcétera.
Se trata, pues, de un rico y valioso conjunto fotográfico que ayuda a reconstruir y a seguir la evolución de la historia de la ciudad y de la historia de la fotografía en Cataluña.
En cuanto al objeto fotográfico, se conservan casi todos los apoyos, formatos y procedimientos fotográficos existentes en la historia de la fotografía. Hay desde daguerrotipos, ambrotipos o ferrotipos hasta positivos sobre película, pasando por autocromos, papeles a la albúmina, cianotípias, platinotipias, negativos de nitrato, negativos y positivos sobre vidrio o papeles RC, entre otros. Y todo esto, en formatos variados que van desde el 3 x 3 cm hasta el 50 x 350 cm La presentación de las fotografías es también muy representativa de la variedad que muestra su historia: fotografías sueltas, los diferentes formatos del retrato del siglo XIX (carta de visita, tarjeta imperial, boudoir, gabinetto), apoyos secundarios del autor, carpetas, álbumes, etc. También se dispone de una importante colección de postales formada por más de 20000 piezas.
El alcance cronológico se extiende desde 1839, fecha de inicio de la fotografía, hasta la actualidad, si bien con vacíos cronológicos producidos, entre otros motivos, por la falta de una política de ingresos durante buena parte de la historia de la AFB. Hay que destacar que el AFB es, en Cataluña, el centro que contiene el mayor conjunto de materiales del siglo XIX y es por esta razón que se valora y se pretende completar en el futuro 

## Servicios
El Archivo Fotográfico dispone de varios servicios:
- Consulta de documentación: la consulta es libre y está sujeta al Reglamento de Acceso a la Documentación Municipal y por este motivo algunos documentos son de acceso restringido o reservado. El Archivo dispone de un web de consulta y venta de imágenes que contiene una selección de fotografías de los fondos del archivo y de un catálogo en línea.
- Reproducción de documentos: reproducción en diferentes formatos, medios y apoyos, siguiendo los procedimientos y aplicando las tasas y los precios aprobados.
- Biblioteca auxiliar especializada en fotografía, con más de 1000 volúmenes para consultar.
- Visitas guiadas: visitas comentadas para grupos a las exposiciones temporales. También visitas comentadas a sus instalaciones para técnicos y profesionales de fotografía y de archivo.